# The Inheritance (película de 2024)
The Inheritance es una película de terror estadounidense de 2024 escrita y dirigida por Alejandro Brugués. Está protagonizada por Bob Gunton, Peyton List, Briana Middleton, Rachel Nichols, Austin Stowell y David Walton.

## Premisa
El multimillonario Charles invita a sus hijos adultos a volver a casa por miedo a que esa noche alguien o algo lo mate. Para asegurarse su ayuda, pone en juego la herencia de cada uno de ellos.

## Reparto
- Bob Gunton como Charles Abernathy, el patriarca multimillonario de la familia Abernathy.
- Peyton List como Kami, la hija menor de Charles y una influencer de las redes sociales.
- Briana Middleton como Hannah, la esposa de Drew que ayuda a dirigir el brazo caritativo del imperio Abernathy.
- Rachel Nichols como Madeline, la hija mayor de Charles y hermana gemela de CJ, que dirige la división de entretenimiento del imperio Abernathy.
- Austin Stowell como Drew, el hijo menor de Charles y esposo de Hannah, que dirige el brazo caritativo del imperio Abernathy.
- David Walton como Charles "CJ" Abernathy Jr., el hijo mayor de Charles y hermano gemelo de Madeline, que dirige las noticias y la información del imperio Abernathy.
- Reese Alexander como Miles Hartmen, amigo y abogado de Charles desde hace mucho tiempo.

## Producción
En abril de 2021, se anunció que Alejandro Brugués iba a dirigir la película a partir de un guion escrito por Chris LaMont y Joe Russo.
La fotografía principal comenzó el 12 de abril de 2021 y concluyó el 12 de junio de 2021 en Victoria, Columbia Británica.

## Estreno
Inicialmente pensada para estrenarse en el servicio de streaming Netflix, la compañía anunció en enero de 2023 que ya no distribuiría The Inheritance, lo que permitiría a los productores comprar la película en otros lugares para distribuidores alternativos. En junio de 2024, se anunció que Vertical había adquirido los derechos de distribución de la película y la estrenaría en una presentación limitada en cines y en video bajo demanda el 12 de julio de 2024.